# Татяна Янчева
Проф. Татяна Янчева д.п.н. (родена Татяна Кънева) e българска психоложка и бивша национална състезателка от ансамбъла по художествена гимнастика.
Преподавателка в катедра „Психология, педагогика и социология“ на НСА. Доктор на психологическите науки.
Лектор на треньорската школа по футбол към УЕФА. Психолог на ПФК Левски (София). Психолог на националния отбор по художествена гимнастика и член на Управителния съвет на федерацията.
Авторка на 7 книги и повече от 100 публикации.
Като състезателка от ансамбъла, бившата националка по художествена гимнастика Татяна Кънева е европейска шампионка от Мадрид (1978) г. и световна вицешампионка от Базел (1977) г., заслужил майстор на спорта.

## По-важни публикации
- Янчева, Т., Личност и състезателна реализация, С., НСА ПРЕС, 2004.
- Янчева, Т., Личност и спорт – хармония или конфликт, С., „7М График“, 1994.
- Янчева, Т., Психологическо осигуряване на спортната подготовка, С., 1997.
- Янчева, Т., Психологическо осигуряване на катерача, В: Наръчник на катерача, С., Проспорт, 2003.
- Янчева, Т., Спортната среда и състезателната реализация на личността в нея, Личност, мотивация, спорт., С., 2003, Т. 9, С. 13-21.
- Янчева, Т., Потребността от сигурност и нейното влияние върху състезателното поведение и реализация на спортиста, Личност, мотивация, спорт., С., 2003, Т. 9, С. 34-40.
- Янчева, Т., Психичното пространство и отношенията в съвременния спорт, В: Спорт. Общество. Образование, Т. 8, С., НСА ПРЕС, 2003, 31-36.
- Янчева, Т., Личностни предпоставки за развитие на експресивността, В: Спорт. Общество. Образование, Т. 8, С., НСА ПРЕС, 2003, 246-252.